# Mariano Valdés Chávarri
Mariano Valdés Chávarri (Madrid, 1947 - El Palmar (Murcia), 27 de febrero de 2021) fue un médico cardiólogo español. Catedrático emérito de la Universidad de Murcia.

## Biografía
Aunque nació en Madrid, desarrolló su actividad profesional durante 35 años en la sanidad y en la docencia en Murcia.
Licenciado y doctor en Medicina y Cirugía por la Universidad de Valencia, fue el primero en poner en marcha en España el programa de angioplastia primaria en el tratamiento del infarto agudo de miocardio. Completó su formación médica en Medicina interna en el Hospital Clínico Universitario de Valencia y en diversos centros norteamericanos: Mid America Heart Institute, Menorah Medical Center y Bethany Medical Center (Kansas City, Misuri).
De regreso a España, obtuvo la cátedra de Patología General, Patología y Clínicas Médicas y Cardiología de la Universidad de Murcia, donde también fue director del Departamento de Medicina Interna. Fue Jefe del Servicio de Cardiología del Hospital General de Murcia y del Hospital Clínico Universitario Virgen de la Arrixaca, donde llegó a ser considerado una referencia nacional de la cardiología. Aunque se jubiló en 2017, siguió vinculado a la sanidad desde su consulta privada.
Falleció en el Hospital Clínico Universitario Virgen de la Arrixaca, donde había permanecido ingresado tres semanas a causa del COVID-19.

## Publicaciones
Publicó más de seiscientos artículos de investigación, y dirigió medio centenar de tesis doctorales.